# Enric Palomar
Enric Palomar (Badalona, Barcelona; 1964) es un músico y compositor español.

## Trayectoria artística
Estudió en el Conservatorio de Música de Barcelona y amplió su formación con Benet Casablancas y Joan Albert Amargós. Accésit en el X Concurso de Composición de la Generalidad de Cataluña por Interludio Alegórico (homenaje a Claude Debussy). Ha escrito numerosas obras de cámara para diversas formaciones y solistas, entre las que destacan las óperas Ruleta, con libreto de Anna Maria Moix y Rafael Sender, estrenada en el Mercado de las Flores (Barcelona, 1998), y Juana, basada en la vida de Juana I de Castilla, con libreto de Rebecca Simpson, estrenada en la Oper Halle (Alemania, 2005), con actuaciones posteriores en el Teatro Romea (Barcelona) y en el Staatstheater Darmstadt (Alemania).
El Gran Teatro del Liceo le encargó la composición de la ópera La cabeza del Bautista, basada en la obra homónima de Valle-Inclán con la que debutó en el coliseo barcelonés el 20 de abril de 2009.
Es un creador también cercano al mundo del jazz y la música popular, en especial al flamenco, ámbitos en los que ha desarrollado una gran actividad como compositor, arreglista y director musical. Pueden reseñarse, entre otras, sus obras Lorca al piano, suite gitana para cuatro pianos, percusión, voces (líricas y flamencas) y baile, así como su composición Poemas del exilio sobre textos de Rafael Alberti, interpretada por el cantaor Miguel Poveda. En abril del 2011 la OBC (Orquesta Sinfónica de Barcelona y Nacional de Cataluña) estrena su "Concierto para piano y orquesta", bajo la dirección musical de Josep Caballé-Domenech e Iván Martín como solista.
En julio del 2011 el Ballet Nacional de España y su director José Antonio estrenan en los Jardines del Generalife de la Alhambra de Granada su ballet Negro Goya, con la participación de la Orquesta Ciudad de Granada.En 2014 estrena en el Neuköllner Oper de Berlín su cuarta ópera Bazaar Cassandra. En 2016, y con motivo del Jubiläumskonzert 10 Jahre Staatskapelle Halle, estrenó su Concerto for Orchestra. Fue designado Composer in Residenz por la Staatskapelle Halle para la temporada 2017-2018, dentro de la cual estrena el ballet Inferno (para el Ballet Rossa, con coreografía de Michal Sedlácek) y la obra Toxiuh Molpilia, poema coreográfico basado en un rito mexicano. 
En noviembre de 2017 tuvo lugar el estreno del Réquiem por el cantaor de los poetas, partitura sinfónico coral dedicada a la memoria del cantaor Enrique Morente, interpretada por la Orquesta Sinfónica de Barcelona y Nacional de Cataluña, con los solistas Pere Martínez, María Hinojosa, el Orfeón Catalán bajo la dirección de Josep Caballé Domenech.
En 2018 debuta en USA con el estreno del Concierto de Granada (para guitarra y orquesta) dedicado y estrenado por Sharon Isbin. En 2018 aparece también el disco Égloga, con obras escritas y encargadas por el cuarteto "Barcelona Clarinet Players", con las obras Égloga, El maleficio de la mariposa y Epigramas nazaríes.